# Punta del Montblanquet de Dalt
La Punta del Montblanquet de Dalt és una muntanya de 450 metres que es troba entre els municipis de Flix i de La Palma d'Ebre, a la comarca catalana de la Ribera d'Ebre.